# Makeba (chanson)
Pour les articles homonymes, voir Makeba.
Singles de Jain
Come
(2015) Alright
(2018)
Makeba est un single écrit et composé par la chanteuse française Jain. Cette chanson rend hommage à la chanteuse sud-africaine Miriam Makeba, parfois surnommée "Mama Afrika".

## Historique
Originellement présente dans son EP Hope le 22 juin 2015, la chanson est ensuite incluse dans l'album Zanaka., sorti le 6 novembre 2015.
Makeba est une référence à la chanteuse Miriam Makeba qui s'est battue contre l'apartheid. La chanson est assortie d'un clip en 2016 réalisé en Afrique du Sud poursuivant l'hommage à la "Mama Africa",.

## Utilisations
En 2016, la chanson est choisie par Sosh pour sa campagne publicitaire,.
En 2017, la chanson est choisie par la marque de vêtements Levi's dans son clip publicitaire nommé "Circles" 
Elle est aussi utilisée par la chaîne d’information France Info.
La chanson est également utilisée dans l'épisode 8 de la saison 14 de la série animée American Dad!, Avions et petites voitures (Whole Slotta Love).

## Classements hebdomadaires
| Classement (2015-2016)                  | Meilleure position |
| --------------------------------------- | ------------------ |
| Belgique (Wallonie Ultratop 50 Singles) | 27                 |
| Écosse (OCC)                            | 74                 |
| France (SNEP)                           | 15                 |
| France (SNEP Ventes)                    | 7                  |

| Classement (2023)                  | Meilleure place |
| ---------------------------------- | --------------- |
| Allemagne (GfK Entertainment)      | 43              |
| Autriche (Ö3 Austria Top 40)       | 11              |
| Canada (Canadian Hot 100)          | 35              |
| États-Unis (Billboard Pop Airplay) | 26              |
| France (SNEP)                      | 71              |
| Italie (FIMI)                      | 49              |
| (Billboard Global 200)             | 38              |
| Pays-Bas (Single Top 100)          | 80              |
| Portugal (AFP)                     | 146             |
| Royaume-Uni (UK Singles Chart)     | 52              |
| Suède (Sverigetopplistan)          | 68              |
| Suisse (Schweizer Hitparade)       | 9               |

## Certifications
| Pays                       | Certifications | Unités certifiées               |
| -------------------------- | -------------- | ------------------------------- |
| Autriche (IFPI)            | Or             | 15 000                          |
| Brésil (Pro-Música Brasil) | Or             | 30 000                          |
| Canada (Music Canada)      | 2 × Platine    | 160 000                         |
| Espagne (Promusicae)       | Or             | 50 000                          |
| États-Unis (RIAA)          | Platine        | 1 000 000                       |
| France (SNEP)              | Diamant        | 50 000 000 (équivalents stream) |
| Hongrie (Mahasz)           | 2 × Platine    | 6 000                           |
| Italie (FIMI)              | Platine        | 100 000                         |
| Nouvelle-Zélande (RMNZ)    | Or             | 15 000                          |
| Pologne (ZPAV)             | 3 × Platine    | 150 000                         |
| Royaume-Uni (BPI)          | Argent         | 200 000                         |

## Popularité et récompense
Le 10 février 2017, Makeba reçoit la Victoire de la musique du video-clip de l'année. Jain est, quant à elle, récompensée de la Victoire de l'artiste féminine de l'année.
En février 2017, le clip de Makeba obtient la Victoire du meilleur clip de l'année.
En juin 2023, la chanson connait un regain de popularité grâce au réseau social TikTok. Elle atteindra la première place du classement Shazam dans le monde.
Le 10 novembre 2023, elle obtient le NRJ Music Award du Social Hit.